# دوغلاس ستيوارت (كاتب أمريكي)
دوغلاس ستيوارت (بالإنجليزية: Douglas Stuart)‏ (مواليد 1976 -) كاتب ومصمم أزياء أمريكي اسكتلندي. حازت روايته الأولى شوجي باين على جائزة بوكر لعام 2020.